# The Other Side of Life
The Other Side of Life — двенадцатый студийный альбом британской прогрессив рок-группы The Moody Blues, выпущенный лейблом Polydor Records в апреле 1986 года. В СССР был выпущен фирмой грамзаписи «Мелодия» в 1987 году.

## Об альбоме
The Other Side of Life содержит один из хитов группы — композицию «Your Wildest Dreams», которая (как и «Nights in White Satin» в 1972 году) попала в список Top-10 в США.

## Список композиций

### сторона А
1. «Your Wildest Dreams» (Justin Hayward) — 4:50
2. «Talkin' Talkin'» (Hayward, John Lodge) — 3:55
3. «Rock 'n' Roll over You» (Lodge) — 4:50
4. «I Just Don’t Care» (Hayward) — 3:25
5. «Running Out of Love» (Hayward‚ Lodge) — 4:25

### сторона Б
1. «The Other Side of Life» (Hayward) — 6:50
2. «The Spirit» (Graeme Edge, Patrick Moraz) — 4:14
3. «Slings and Arrows» (Hayward, Lodge) — 4:29
4. «It May Be a Fire» (Lodge) — 4:56

## Участники записи
- Джастин Хейворд — гитара, вокал, клавишные, ударная секция
- Джон Лодж — бас-гитара, вокал, клавишные, ударная секция
- Грэм Эдж — ударные, перкуссия, вокал
- Рэй Томас — флейта, перкуссия, гармоника, вокал
- Патрик Мораз — клавишные, синтезаторы, оркестровка